# ITU-T VCEG
ITU-T VCEG是Video Coding Experts Group的简称，也直接可称为VCEG，中文可以翻译成视频编码专家组。VCEG是國際電信聯盟電信標準化部門(ITU-T)的標準研究群組之一(Study Group 16)，官方頭銜為ITU-T SG16 Q.6。VCEG开发制定了一系列视频通信协议和标准，包括H.261视频会议标准，和其后续版本H.263、H.263 plus、H.263 plus plus、H.264等。最新的标准是H.265（或稱為High Efficiency Video Coding HEVC）。其中H.264和H.265均是由VCEG和MPEG合作共同发布的标准。